# 朝日現代音楽賞
朝日現代音楽賞（あさひげんだいおんがくしょう）は、かつて日本の現代音楽の分野で優れた業績をあげた個人または団体に贈られた賞。1991年から2016年まで全25回にわたって、朝日新聞社と日本現代音楽協会による共同主催で行われた。

## 沿革
1991年、日本現代音楽協会創立60周年を記念して、東京現代音楽祭において「現代日本の室内楽コンクール」（現・現代音楽演奏コンクール“競楽”）を開催し、その第1位に「第1回朝日現代音楽賞」を授与したことにはじまる。
その後25年間贈賞が続けられてきたが、2016年度に終了した。

## 選出方法
西暦偶数年は前述した現代音楽演奏コンクール“競楽”で第1位を獲得した者に贈賞し、西暦奇数年は、有識者、日本現代音楽協会の会員らにアンケートを行い、贈賞にふさわしい人物を選出する。（一部例外あり）これまでに、三善晃、佐藤敏直、松平頼暁、福士則夫、野平一郎、湯浅譲二、中川俊郎、安良岡章夫が審査委員長を歴任。

## 受賞者一覧
※2015年度は実施されず
| 回     | 年度        | 受賞者                                                           |
| ------ | ----------- | ---------------------------------------------------------------- |
| 第1回  | 1991/平成3  | - ムーサ弦楽四重奏団（佐々木亮・小川有紀子・廣狩亮・唐沢安岐奈） |
| 第2回  | 1992/平成4  | - 小泉浩（フルート奏者）                                         |
| 第3回  | 1993/平成5  | - DUO DOGEN（フルート・ピアノデュオ、木ノ脇道元・大井浩明）      |
| 第4回  | 1994/平成6  | - 小林健次（ヴァイオリニスト）                                   |
| 第5回  | 1995/平成7  | - 佐藤紀雄（ギタリスト）                                         |
| 第6回  | 1996/平成8  | - ACTIVA（フルート・ピアノデュオ、千葉純子・黒田亜樹)            |
| 第7回  | 1997/平成9  | - 瀬山詠子（ソプラノ歌手）                                       |
| 第8回  | 1998/平成10 | - 菅原淳（打楽器奏者）                                           |
| 第9回  | 1999/平成11 | - 木村かをり（ピアニスト）                                       |
| 第10回 | 2000/平成12 | - 溝入敬三（コントラバス奏者）                                   |
| 第11回 | 2001/平成13 | - 野口龍（フルート奏者）                                         |
| 第12回 | 2002/平成14 | - ROSCO（ヴァイオリン・ピアノデュオ、甲斐史子・大須賀かおり）    |
| 第13回 | 2003/平成15 | - 山口恭範（打楽器奏者） - 吉原すみれ（打楽器奏者）              |
| 第14回 | 2004/平成16 | - 須藤英子（ピアニスト）                                         |
| 第15回 | 2005/平成17 | - 田中信昭（指揮者）                                             |
| 第16回 | 2006/平成18 | - 間部令子（フルート奏者）                                       |
| 第17回 | 2007/平成19 | - 篠崎史子（ハープ奏者）                                         |
| 第18回 | 2008/平成20 | - 増本竜士（フルート奏者）                                       |
| 第19回 | 2009/平成21 | - 吉村七重（箏奏者）                                             |
| 第20回 | 2010/平成22 | - 山田岳（ギタリスト）                                           |
| 第21回 | 2011/平成23 | - 西川竜太（指揮者）                                             |
| 第22回 | 2012/平成24 | - 佐藤祐介（ピアニスト）                                         |
| 第23回 | 2013/平成25 | - 高橋アキ（ピアニスト）                                         |
| 第24回 | 2014/平成26 | - 山澤慧（チェロ奏者）                                           |
| 第25回 | 2016/平成28 | - 鈴木真希子（ハープ奏者）                                       |